# باشگاه فوتبال پلسال ویلا
باشگاه فوتبال پلسال ویلا (به انگلیسی: Pelsall Villa Football Club) یک باشگاه فوتبال در شهر پلسال، کشور انگلستان است که در سال ۱۸۹۷ میلادی تأسیس شده‌است.